# Pseudacris crucifer
Pseudacris crucifer es una especie de pequeño anfibio anuro distribuido por el este de los Estados Unidos y Canadá.

## Sinonimia
- Hyla crucifer Wied-Neuwied, 1838
- Hylodes pickeringii Holbrook, 1839
- Hylodes pickeringii — Storer, 1839
- Hyla pickeringii — Holbrook, 1840
- Acris pickeringii — Jan, 1857
- Hyliola pickeringii — Mocquard, 1899
- Hyla crucifera — Myers, 1927
- Hyla crucifera crucifera — Harper, 1939
- Hyla crucifera bartramiana Harper, 1939
- Parapseudacris crucifer — Hardy & Borroughs, 1986
- Pseudacris crucifer bartramiana — Stevenson & Crowe, 1992
- Pseudacris crucifer crucifer — Stevenson & Crowe, 1992
- Hyla crucifer — Cocroft, 1994